# Будинок лісничого (Черкаси)
Буди́нок лісни́чого — будинок в Черкасах, збудований в 1870-их роках черкаським лісничим, ім'я якого до сьогодні невідоме.

## Опис
Зведений будинок з цегли місцевого виробництва, імовірно, майстрами-старовірами під орудою черкаського повітового архітектора Костриці. Перекриття в будинку дерев'яні. До наших днів збереглася столярка вікон і дверей, а також дверні ручки, виготовлені з мідяних сплавів на тульській фабриці самоварів із вензелями фірми «Н. и Г. Бабашов. 1850» та її виробничим гербом. Зовні цей колишній особняк здається одноповерховим, а насправді він має два поверхи (перший майже наполовину вгруз у землю).
У дворі були приміщення для прислуги та стайні з двома виїздами. Поряд був квітучий сад, який тягнувся аж до Олександрівського проспекту (сучасний бульвар Шевченка). 
До наших днів сам будинок зберігся майже у первісному вигляді, а от подвір'я було переобладнано.

## З історії будинку
Будинок був збудований у 1870-их роках і є одним з так званих «зразкових будинків», автором яких був вітчизняний архітектор А. Руска. Спершу будинок належав повітовому лісничому. 
Після Жовтневої революції (1917) тут довго господарювали міліціонери міського та повітового відділів. Були тут у різні часи бібліотека, міські управління. Після Другої Світової війни у будинку був дитячий садок, згодом — Будинок піонерів, у 1960-і та на початку 1970-х років — дитяча бібліотека. 
Починаючи від 1970-их років тут «оселився» обласний Театр ляльок.

## Виноски
1. ↑  Черкаський обласний академічний ляльковий театр. Архів оригіналу за 31 січня 2009. Процитовано 18 березня 2010.
2. 1 2  Особлива вулиця з неофіційною назвою: історія черкаського Хрещатика (Фото). "ДЗВІН" (укр.). Процитовано 2 червня 2025.